# Карло Нерво
Карло Нерво (італ. Carlo Nervo, нар. 29 жовтня 1971, Бассано-дель-Граппа) — італійський футболіст, що грав на позиції півзахисника, насамперед за «Болонью», а також національну збірну Італії.

## Клубна кар'єра
Народився 29 жовтня 1971 року в місті Бассано-дель-Граппа. Вихованець футбольної школи місцевого клубу «Бассано Віртус». Дорослу футбольну кар'єру розпочав 1988 року в основній команді того ж клубу, в якій провів три сезони, взявши участь у 60 матчах чемпіонату. 
Згодом з 1991 по 1994 рік грав у нижчих італійських лігах за «Читтаделлу» та «Мантову».
1994 року став гравцем третьолігової «Болоньї». У першому ж сезоні допоміг команді підвищитися в класі до Серії В, а ще за рік — до найвищого італійського дивізіону. Відтоді відіграв ще дев'ять сезонів за болонської команду у Серії A. Більшість часу, проведеного у складі «Болоньї», був основним гравцем команди і взяв участь у понад 300 іграх італійської першості. 1998 року виборов титул володаря Кубка Інтертото.
Першу половину сезону 2005/06 років провів у друголіговому «Катандзаро», після чого ще на півтора сезони повернувся до «Болоньї», що на той час також змагалася у Серії В.
Завершував ігрову кар'єру у нижчолігових командах «Вірджильо» і «Роло» у 2008—2009 роках.

## Виступи за збірну
2002 року дебютував в офіційних матчах у складі національної збірної Італії.
Загалом протягом кар'єри у національній команді, яка тривала 3 роки, провів у її формі 6 матчів.
| Дата       | Місто      | Господарі  | Результат | Гості             | Турнір           | Голи | Примітки |
| ---------- | ---------- | ---------- | --------- | ----------------- | ---------------- | ---- | -------- |
| 20-11-2002 | Пескара    | Італія     | 1 – 1     | Туреччина         | товариський матч | -    |          |
| 30-4-2003  | Женева     | Швейцарія  | 1 – 2     | Італія            | товариський матч | -    |          |
| 4-6-2003   | Кампобассо | Італія     | 2 – 0     | Північна Ірландія | товариський матч | -    |          |
| 18-2-2004  | Палермо    | Італія     | 2 – 2     | Чехія             | товариський матч | -    |          |
| 31-3-2004  | Брага      | Португалія | 1 – 2     | Італія            | товариський матч | -    |          |
| 28-4-2004  | Генуя      | Італія     | 1 – 1     | Іспанія           | товариський матч | -    |          |
| Усього     |            | Матчів     | 6         |                   | Голів            | 0    |          |

## Титули і досягнення
- Володар Кубка Інтертото (1):

«Болонья»: 1998